# Булеленг (округ)
Булеленг (индон. Buleleng) — округ в провинции Бали, Индонезия. Административный центр — Сингараджа.

## История
В середине 17 века на территории округа сложилось государство Булеленг. Основал его Густи Панджи Сакти, правивший с 1660 по 1700 год. Он почитается как выдающийся правитель, распространивший власть Булеленга на Бламбанган на Восточной Яве. Государство ослабло при его преемниках и в 1780 попало под власть соседнего государства Карангасем.
В 1846 и 1848 годах Булеленг подвергался нападениям голландцев. В 1849 присоединён к Голландской Ост-Индии, сохраняя автономию до 1882 года. В 1929 году потомок Густи Панджи Сакти, известный учёный Густи Путу Джелантик, был назначен голландцами регентом. Он умер в 1944 году, во время японской оккупации Индонезии. Наследником стал его сын, известный писатель Анак Агунг Ньоман Панджи Тисна. В 1947 году Анак Агунг Пянджи Тисна передал престол младшему брату, Анак Агунг Нгурах Кетут Джелантик, известному как Мистер Джелантик.
В 1950 году Булеленг, вместе с остальным Бали, вошёл в состав Республики Индонезия.

## Административное деление и демография
Округ делится на 9 районов (состоящих из 148 деревень и поселений):
| Название     | Население, чел. (2010) |
| ------------ | ---------------------- |
| Герокгак     | 78 825                 |
| Серирит      | 69 572                 |
| Бусунг Биу   | 39 719                 |
| Банджар      | 68 960                 |
| Сукасада     | 72 050                 |
| Булеленг     | 128 899                |
| Саван        | 58 578                 |
| Кубутамбахан | 53 765                 |
| Теджакула    | 53 757                 |

## Аэропорт
В западной части округа в посёлке Сумберкима расположен аэропорт Булеленг, построенный в 2007 году. Используется в основном для учебных полётов. Планируется увеличение ВПП для обслуживания коммерческих рейсов.
В связи с перегруженностью аэропорта Нгурах Рай, власти Бали планируют строительство нового аэропорта в восточной части Булеленга, в районе Кубутамбахан. Согласно проекту, взлётно-посадочная полоса будет расположена на насыпном участке суши.

## Экономика
Округ занимает первое место на Бали по производству сельскохозяйственной продукции. Считается, что именно здесь растут самые вкусные салаки. Район Теджакула известен своими плантациями мандаринов.
В районе Герокгак на площади 130 га расположены предприятия по селекции и производству жемчуга мирового уровня. Планируется увеличение площади производств до 250 га.
В округе развит туристический и гостиничный бизнес, главным центром которого является курорт Ловина.